# Martin Erkamps
Martin Erkamps (Amsterdam, 27 april 1963), alias Remmetje en de Rem, was de jongste van de vijf mannen die in 1983 de Nederlandse biermagnaat Freddy Heineken en zijn chauffeur Ab Doderer ontvoerden. Het Heineken-concern betaalde 35 miljoen gulden voor de vrijlating van het ontvoerde tweetal. Zijn inzet in de Heineken-ontvoering werd beperkt gehouden, omdat zijn oudere halfbroer Cor van Hout hem wilde beschermen. Hij kreeg dan ook een iets lagere straf, hij werd in 1984 tot acht jaar veroordeeld.
Erkamps werd  begin 1996 in Andalusië gearresteerd toen hij werd aangetroffen in een konvooi van drie terreinwagens, waarin zich driehonderd kilogram hasj bevond. Hij werd tot 39 maanden cel veroordeeld.
Na de dood van halfbroer Cor van Hout zou Erkamps aanspraak hebben willen maken op een deel van diens nalatenschap. Willem Holleeder stemde hiermee niet in; tijdens een overleg in een café kreeg de kompaan van Erkamps klappen van twee van Holleeders kompanen.